# Protocol KLM
L'esquema KLM o protocol KLM és una implementació de la computació quàntica òptica lineal (LOQC) desenvolupada l'any 2000 per Emanuel Knill, Raymond Laflamme i Gerard J. Milburn. Aquest protocol permet la creació d'ordinadors quàntics universals utilitzant únicament eines òptiques lineals. El protocol KLM utilitza elements òptics lineals, fonts d'un sol fotó i detectors de fotons com a recursos per construir un esquema de càlcul quàntic que inclogui només recursos auxiliars, teletransportacions quàntiques i correccions d'errors.

## Visió general
L'esquema KLM indueix una interacció efectiva entre fotons fent mesures projectives amb fotodetectors, que entra en la categoria de càlcul quàntic no determinista. Es basa en un canvi de signe no lineal entre dos qubits que utilitza dos fotons d'ancilla i post-selecció. També es basa en les demostracions que la probabilitat d'èxit de les portes quàntiques es pot fer propera a una utilitzant estats entrellaçats preparats de manera no determinística i teleportació quàntica amb operacions d'un sol qubit. Sense una taxa d'èxit prou alta d'una sola unitat de porta quàntica, pot requerir una quantitat exponencial de recursos informàtics. L'esquema KLM es basa en el fet que la codificació quàntica adequada pot reduir els recursos per obtenir qubits codificats amb precisió de manera eficient pel que fa a la precisió aconseguida i pot fer que LOQC sigui tolerant a errors per a la pèrdua de fotons, la ineficiència del detector i la decoherència de fase. LOQC es pot implementar de manera robusta mitjançant l'esquema KLM amb un requisit de recursos prou baix per suggerir escalabilitat pràctica, cosa que la converteix en una tecnologia prometedora per al processament d'informació quàntica com altres implementacions conegudes.

## Elements de LOQC en l'esquema KLM

### Qubits i modes
Per evitar perdre la generalitat, la discussió següent no es limita a una instància particular de representació en mode. Un estat escrit com {\displaystyle |0,1\rangle _{VH}} significa un estat amb zero fotons en mode {\displaystyle V} (podria ser el canal de polarització "vertical") i un fotó en el mode {\displaystyle H} (podria ser el canal de polarització "horitzontal").
En el protocol KLM, cadascun dels fotons sol estar en un dels dos modes, i els modes són diferents entre els fotons (la possibilitat que un mode estigui ocupat per més d'un fotó és zero). Aquest no és el cas només durant les implementacions de portes quàntiques controlades com ara CNOT. Quan l'estat del sistema és el descrit, es poden distingir els fotons, ja que es troben en diferents modes i, per tant, es pot representar un estat de qubit utilitzant un sol fotó en dos modes, vertical (V) i horitzontal (H): per exemple, {\displaystyle |0\rangle \equiv |0,1\rangle _{VH}} i {\displaystyle |1\rangle \equiv |1,0\rangle _{VH}}. És comú referir-se als estats definits mitjançant l'ocupació de modes com a estats Fock.
Aquestes anotacions són útils en la informàtica quàntica, la comunicació quàntica i la criptografia quàntica. Per exemple, és molt fàcil considerar la pèrdua d'un sol fotó utilitzant aquestes anotacions, simplement afegint l'estat de buit {\displaystyle |0,0\rangle _{VH}} que conté zero fotons en aquests dos modes. Com a altre exemple, quan es tenen dos fotons en dos modes separats (per exemple, dos bins de temps o dos braços d'un interferòmetre), és fàcil descriure un estat entrellaçat dels dos fotons. L'estat singlet (dos fotons enllaçats amb un nombre quàntic de spin global {\displaystyle s=0}) es pot descriure de la següent manera: si {\displaystyle |1,0\rangle _{VH}^{a},|0,1\rangle _{VH}^{a}} i {\displaystyle |1,0\rangle _{VH}^{b},|0,1\rangle _{VH}^{b}} descriu els estats bàsics dels dos modes separats, llavors l'estat singlet és {\displaystyle (|1,0\rangle _{VH}^{a}|0,1\rangle _{VH}^{b}-|0,1\rangle _{VH}^{a}|1,0\rangle _{VH}^{b})/{\sqrt {2}}.}

### Mesura/lectura de l'estat
Al protocol KLM, un estat quàntic es pot llegir o mesurar mitjançant detectors de fotons en els modes seleccionats. Si un fotodetector detecta un senyal de fotó en un mode determinat, vol dir que l'estat del mode corresponent és un estat d'1 fotó abans de mesurar. Tal com es discuteix a la proposta de KLM, la pèrdua de fotons i l'eficiència de detecció influeixen de manera espectacular en la fiabilitat dels resultats de la mesura. El problema de fallada corresponent i els mètodes de correcció d'errors es descriuran més endavant.
En aquest article s'utilitzarà un triangle amb punta a l'esquerra als diagrames de circuits per representar l'operador de lectura d'estat.

### Implementacions de portes quàntiques elementals
Ignorant la correcció d'errors i altres problemes, el principi bàsic en les implementacions de portes quàntiques elementals utilitzant només miralls, divisors de feix i desplaçadors de fase és que utilitzant aquests elements òptics lineals, es pot construir qualsevol operació unitària arbitrària d'1 qubit; en altres paraules, aquests elements òptics lineals admeten un conjunt complet d'operadors en qualsevol qubit.
La matriu unitària associada a un divisor de feix {\displaystyle \mathbf {B} _{\theta ,\phi }} és:
{\displaystyle U(\mathbf {B} _{\theta ,\phi })={\begin{bmatrix}\cos \theta &-e^{i\phi }\sin \theta \\e^{-i\phi }\sin \theta &\cos \theta \end{bmatrix}}}
on {\displaystyle \theta } i {\displaystyle \phi } estan determinats per l'amplitud de reflexió {\displaystyle r} i l'amplitud de transmissió {\displaystyle t} (la relació es donarà més endavant per a un cas més senzill). Per a un divisor de feix simètric, que té un canvi de fase {\displaystyle \phi ={\frac {\pi }{2}}} sota la condició de transformació unitària {\displaystyle |t|^{2}+|r|^{2}=1} i {\displaystyle t^{*}r+tr^{*}=0}, ho pot demostrar
{\displaystyle U(\mathbf {B} _{\theta ,\phi ={\frac {\pi }{2}}})={\begin{bmatrix}t&r\\r&t\end{bmatrix}}={\begin{bmatrix}\cos \theta &-i\sin \theta \\-i\sin \theta &\cos \theta \end{bmatrix}}=\cos \theta {\hat {I}}-i\sin \theta {\hat {\sigma }}_{x}=e^{-i\theta {\hat {\sigma }}_{x}}}
que és una rotació de l'estat de qubit únic sobre el {\displaystyle x} - eix per {\displaystyle 2\theta =2\cos ^{-1}(|t|)} en l'esfera de Bloch.
Un mirall és un cas especial on la velocitat de reflexió és 1, de manera que l'operador unitari corresponent és una matriu de rotació donada per
{\displaystyle R(\theta )={\begin{bmatrix}\cos \theta &-\sin \theta \\\sin \theta &\cos \theta \\\end{bmatrix}}}
Per a la majoria dels casos de divisors de feix utilitzats a QIP, l'angle d'incidència {\displaystyle \theta =45^{\circ }}.
De la mateixa manera, un operador de canvi de fase {\displaystyle \mathbf {P} _{\phi }} s'associa amb un operador unitari descrit per {\displaystyle U(\mathbf {P} _{\phi })=e^{i\phi }}, o, si està escrit en un format de 2 modes
{\displaystyle U(\mathbf {P} _{\phi })={\begin{bmatrix}e^{i\phi }&0\\0&1\end{bmatrix}}={\begin{bmatrix}e^{i\phi /2}&0\\0&e^{-i\phi /2}\end{bmatrix}}{\text{(global phase ignored)}}=e^{i{\frac {\phi }{2}}{\hat {\sigma }}_{z}}}
que equival a una rotació de {\displaystyle -\phi } sobre el {\displaystyle z} -eix.
Des de duss rotacions qualssevol  {\displaystyle SU(2)} al llarg dels eixos rotatius ortogonals poden generar rotacions arbitràries a l'esfera de Bloch, es pot utilitzar un conjunt de divisors de feix simètric i miralls per realitzar un {\displaystyle SU(2)} operadors per a QIP. Les figures següents són exemples d'implementació d'una porta Hadamard i una porta Pauli-X (NO porta) mitjançant l'ús de divisors de feix (il·lustrats com a rectangles que connecten dos conjunts de línies d'encreuament amb paràmetres). {\displaystyle \theta } i {\displaystyle \phi }) i miralls (il·lustrats com a rectangles que connecten dos conjunts de línies d'encreuament amb el paràmetre {\displaystyle R(\theta )}).
|  |  |

### Implementació de la porta d'inversions de signe condicional no determinista

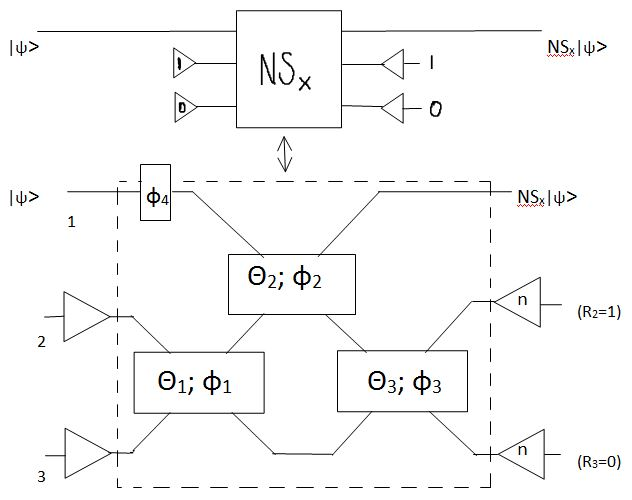
Implementació d'òptica lineal de la porta NS. Els elements emmarcats a la caixa amb vora discontinua són la implementació d'òptica lineal amb tres divisors de feix i un desfasador (vegeu el text per als paràmetres). Els modes 2 i 3 són modes ancilla.

Un element important de l'esquema KLM és el canvi de signe condicional o la porta d'inversions de signe no lineal (NS-gate) tal com es mostra a la figura següent a la dreta. Ofereix un canvi de fase no lineal en un mode condicionat a dos modes ancilla.
L'avantatge d'utilitzar portes NS és que la sortida es pot garantir que es processa condicionalment amb una certa taxa d'èxit que es pot millorar a gairebé 1. Utilitzant la configuració tal com es mostra a la figura de dalt a la dreta, la taxa d'èxit d'un {\displaystyle x=-1} La porta NS és {\displaystyle 1/4}. Per millorar encara més la taxa d'èxit i resoldre el problema d'escalabilitat, cal utilitzar la teleportació de la porta, que es descriu a continuació.

### Teletransportació de portes i portes gairebé deterministes

Representació del circuit quàntic de la teleportació quàntica.

Tenint en compte l'ús de portes quàntiques no deterministes per a KLM, només hi pot haver una probabilitat molt petita {\displaystyle p^{N}} que un circuit amb {\displaystyle N} portes amb una possibilitat d'èxit d'una sola porta {\displaystyle p} funcionarà perfectament executant el circuit una vegada. Per tant, les operacions s'han de repetir de mitjana en l'ordre de {\displaystyle p^{-N}} vegades o {\displaystyle p^{-N}} aquests sistemes s'han d'executar en paral·lel. De qualsevol manera, el temps o els recursos del circuit necessaris s'escalquen de manera exponencial.</link> El 1999, Gottesman i Chuang van assenyalar que es poden preparar les portes probabilístiques fora de línia des del circuit quàntic utilitzant la teleportació quàntica. La idea bàsica és que cada porta probabilística es prepara fora de línia i el senyal d'esdeveniment reeixit es teletransporta de nou al circuit quàntic. A la figura de la dreta es dóna una il·lustració de la teleportació quàntica. Com es pot veure, l'estat quàntic en el mode 1 es teletransporta al mode 3 mitjançant una mesura de Bell i un estat de Bell de recursos entrellaçats. {\displaystyle |\Phi ^{+}\rangle ={\frac {1}{\sqrt {2}}}(|01\rangle +|10\rangle )}, on l'estat 1 es pot considerar com a preparat fora de línia.
El recurs Bell state {\displaystyle |\Phi ^{+}\rangle } es pot generar des de l'estat {\displaystyle |10\rangle } mitjançant l'ús d'un mirall amb paràmetre {\displaystyle \theta ={\frac {\pi }{4}}.}
Mitjançant l'ús de la teleportació, es poden preparar moltes portes probabilístiques en paral·lel {\displaystyle n} - estats entrellaçats de fotons, enviant un senyal de control al mode de sortida. Mitjançant l'ús {\displaystyle n} portes probabilistes en paral·lel fora de línia, una taxa d'èxit de {\displaystyle {\frac {n^{2}}{(n+1)^{2}}}} es pot obtenir, que és proper a 1 as {\displaystyle n} es fa gran. El nombre de portes necessàries per realitzar una certa precisió s'escala polinomialment en lloc de manera exponencial. En aquest sentit, el protocol KLM és eficient amb els recursos. El 2011 es va demostrar un experiment que utilitzava la porta NO controlada proposada originalment per KLM amb entrada de quatre fotons i va donar una fidelitat mitjana de {\displaystyle F=0.82\pm 0.01}.

### Detecció i correcció d'errors
Com s'ha comentat anteriorment, la probabilitat d'èxit de les portes de teleportació es pot aproximar arbitràriament a 1 preparant estats entrellaçats més grans. Tanmateix, l'enfocament asimptòtic de la probabilitat d'1 és força lent pel que fa al nombre de fotons {\displaystyle n}. Un enfocament més eficient és codificar contra la fallada de la porta (error) basant-se en el mode de fallada ben definit dels teletransportadors. En el protocol KLM, la fallada del teletransportador es pot diagnosticar si és zero o {\displaystyle n+1} es detecten fotons. Si el dispositiu informàtic es pot codificar contra mesures accidentals d'un cert nombre de fotons, llavors serà possible corregir les fallades de la porta i augmentarà la probabilitat d'aplicar la porta amb èxit.